# Dino Zarlatti
Dino Zarlatti (Campoformido, 31 marzo 1922 – ...) è stato un calciatore italiano, di ruolo centrocampista.